# Draksler
Draksler je priimek v Sloveniji, ki ga je po podatkih Statističnega urada Republike Slovenije na dan 1. januarja 2010  uporabljalo 436 oseb in je med vsemi priimki po pogostosti uporabe uvrščen na 697. mesto.

## Znani nosilci priimka
- Igor Draksler (*1960), gradbeni inženir in politik
- Josip Draksler - Polh (1896—1972), knjigovodja in partizanski intendant
- Kaja Draksler (*1987), pevka, pianistka in skladateljica
- Matej Draksler, arheolog
- Martin Draksler, jedrsk fizik (IJS)
- Sonja Draksler (1927—2016), operna pevka, mezzosopranistka
- Tilen Draksler, glasbenik - dirigent in instrumentalist
- Vesna Draksler, arhitektka
- Vincenc (Vinko) Draksler (1930—2018), humanitarni delavec (Fundacija Vincenca Drakslerja)